# Merodon escorialensis
Merodon escorialensis är en tvåvingeart som beskrevs av Gabriel Strobl 1909. Merodon escorialensis ingår i släktet narcissblomflugor, och familjen blomflugor.
Artens utbredningsområde är Spanien. Inga underarter finns listade i Catalogue of Life.